# La Garita (Costa Rica)
Pour les articles homonymes, voir Garita.
La Garita est un district du Costa Rica faisant partie du canton de Alajuela, dans la province de Alajuela.